# Palau Arquebisbal de Tarragona
Palau Arquebisbal de Tarragona és un monument del municipi de Tarragona protegit com a bé cultural d'interès local. L'arquebisbe Romualdo Mon i Velarde va finançar la construcció del nou Palau Arquebisbal sobre les restes de l'antiga Pabordia volada pels francesos.
Ocupa una parcel·la privilegiada a la zona de la muralla romana. L'edificació va respectar part de la fortificació romana per la banda del passeig i, en canvi, va modificar quasi totes les estructures d'època a la banda de Pla de Palau. Del frontis de Pla de Palau cal destacar el llenguatge decoratiu propi del denominat neoclàssic isabelí. Sobresurt la bona qualitat constructiva de l'obra amb murs de pedra escairada i també els patis, en particular la solució dels capitells i dels pilars. L'interès de la construcció rau en el seu caràcter singular, essent considerat un dels millors edificis del llenguatge acadèmic de principi del segle xix, i la perfecta integració amb el paisatge urbà (Catedral i convent del Carme) i restes d'època romana (muralla).
El seu disseny és atribuït als germans Vallès i també a l'arquitecte Oriol Bernardet.

## Descripció
Edifici de tres plantes separat en dues parts, la planta baixa, on queda assenyalat el buit d'entrada amb muntants i llinda ornamentats i un volum més gran, i les dues plantes superiors, que resten afegides formalment mitjançant columnes fictícies amb capitells molt florits de gust clàssic, amb un elegant frontispici, escala i pati central.
En la manera de situar l'ornamentació de la façana, així com en la mida que es dona a les obertures, es busca establir una ordenació jeràrquica de l'edifici. Amb aquest interès, al primer pis s'hi apliquen uns buits més grans que les del segon, a la vegada que tenen trencaaigües. Hi ha un particular interès per ordenar la façana. Horitzontalment, la utilització dels carreus escairats dels baixos i la cornisa separen l'edifici en dos cossos. Verticalment, les pilastres pseudoperípteres d'orde compost marcant set parts, el tram central s'ha disposat una doble pilastra.
L'edifici està coronat per una cornisa, però es prescindí d'altres elements decoratius propis de l'època com un frontó a la zona central. La porta principal està flanquejada de columnes jòniques, amb una cornisa decorada amb les armes de l'arquebisbe Mon i Velarde.
La porta principal dona accés a una escala monumental amb columnes jòniques que dona a la planta noble, espai del qual cal destacar les sales amb mobiliari i decoració de l'època.
Consta d'un pati. En una de les volades d'aquest es conserven encastades al mur nou inscripcions romanes.
A la banda del passeig trobem una perfecta integració amb les restes d'època romana.
El tractament de les façanes laterals la continua el ritme definit a la façana principal.

## Història
El prelat Bernard Tord feu construir a la part més eminent de la ciutat una fortalesa que fou cedida el 1154 als canonges que s'havien establert a Tarragona. Tot seguit passà al patrimoni de la Pabordia i després, el 1410, fou adjudicat a la Mitra. El cardenal Cervantes va habilitar-la com a Palau Arquebisbal el 1572 (obres de Josep Llinas). Durant la Guerra de la Independència fou arruïnada.
El 1814 l'arquebisbe Romualdo Mon i Velarde determinà derruir la Pabordia d'aspecte romà-àrab, aixecant en el seu lloc l'actual Palau Arquebisbal.
L'arxiu històric diocesà creat el 1921 pel cardenal arquebisbe Dr. Vidal i Barraquer es troba en un edifici nou annex.
A l'interior del palau es conserva un mur de carreus de faiçó romana que es pot relacionar amb temple d'època republicana, tot i que hom darrerament l'ha interpretat com una possible obra cartaginesa. Per altra banda, la part posterior del palau colonitza la muralla romana. Caldria també tenir en compte la possibilitat que es conservin altres elements romans i medievals a relacionar amb l'antic palau medieval i castell del Paborde de la catedral de Tarragona.